# Valentina Kostikova
Valentina Kuzminichna Kostikova  (1935-1997, Moscú) fue una jugadora de baloncesto rusa. Consiguió 5 medallas en competiciones oficiales con URSS.